# 柳瓊賢
柳 瓊賢（ユ・ギョンヒョン、朝鮮語: 유경현、1939年8月7日 - ）は、大韓民国のジャーナリスト、政治家。第10・11・12代韓国国会議員。本貫は文化柳氏。

## 経歴
現在の全羅南道順天生まれ、順天中学校、京畿高等学校、ソウル大学校法科大学法学科卒。東亜日報政治部記者、海外特派員、安保統一研究所研究委員、政治部次長、国会・米州・安保班長、政治部首席次長を経て、順天・求礼・昇州選挙区から国会議員に3選した。政界では民主共和党全南4地区党委員長・中央委員・副スポークスパーソン、韓仏議員協会副会長、民主正義党結党発起人・政綱政策起草委員・地区党委員長・全南道党副委員長・院内首席副総務・政策委員会副議長・農漁村対策委員長、国会建設分科委員・財務分科委員・経済科学委員長、民主平和統一諮問会議事務総長、大韓民国憲政会政策研究委員会議長・副会長・第21代会長を歴任した。
2021年、元大統領の全斗煥が死去後は遺体安置所を訪れて弔問した。